# Dieter Nittel

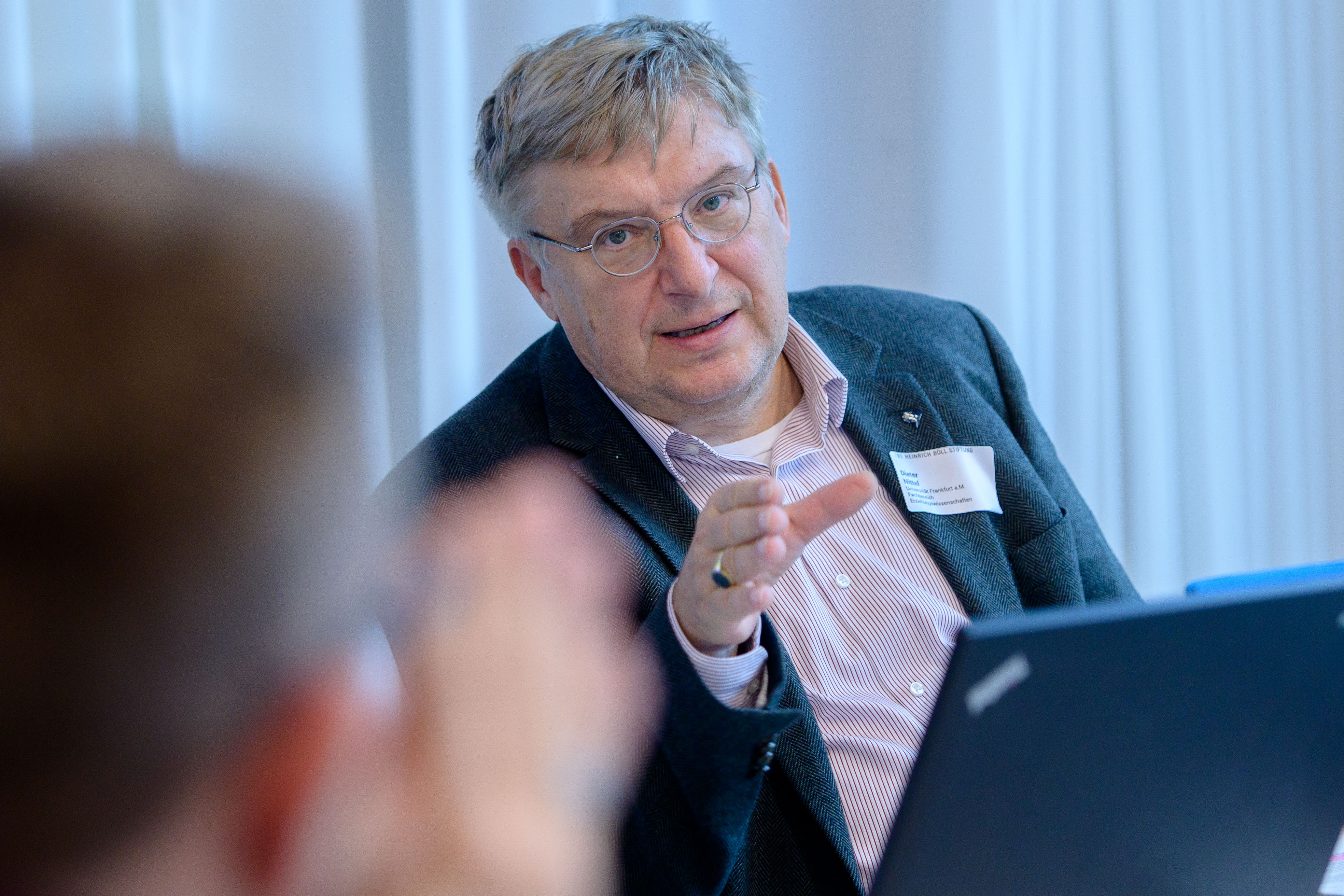
Dieter Nittel, 2019

Dieter Nittel (* 1954 in Kirchbauna) ist ein deutscher Pädagoge.
Seine Arbeitsschwerpunkte sind Theorie und Praxis der Erwachsenenbildung, lebenslanges Lernen, qualitative Bildungsforschung, insbesondere Biographieforschung, Professions- und Organisationsforschung sowie Beratungsforschung.

## Leben und Werdegang
Nittel wurde 1954 in Kirchbauna als Sohn einer aus dem Sudetenland stammenden Flüchtlingsfamilie geboren. Sein Abitur erlangte er in Kassel. 1971 gründete er ein Jugendzentrum und eine Juso-Gruppe und arbeitete in der evangelischen Jugendarbeit. Nittel studierte in Marburg Erziehungswissenschaft, Psychologie und Soziologie und schloss sein Studium 1980 als Diplompädagoge ab.
Er engagierte sich in der Jugendarbeit, der gewerkschaftlichen Jugendbildung und war in der Erwachsenenbildung tätig.
Ab 1981 arbeitete Nittel im Forschungszusammenhang von Fritz Schütze an der Universität Kassel und war Leiter einer Forschungswerkstatt. 1985 wurde er wissenschaftlicher Mitarbeiter in der ASG (Arbeitsgruppe für Soziale Gerontologie) an der Universität Kassel. Er wurde mit der Arbeit „Lebensgeschichte und Schulerfahrung. Der Umschlag organisatorischer und professioneller Handlungspläne, -routinen und -strategien des gymnasialen Schulalltags in die biographische Erfahrungsaufschichtung“ bei Fritz Schütze und Jürgen Zinnecker promoviert.
Ab 1988 war er wissenschaftlicher Mitarbeiter in der Pädagogischen Arbeitsstelle des Deutschen Volkshochschul-Verbandes in Frankfurt am Main. Es folgten Vertretungsprofessuren in Frankfurt am Main und Dortmund. 1996 habilitierte er sich an der Universität Bremen.
1999 folgte er einem Ruf an die Universität Frankfurt am Main und fungierte dort zwischen 2000 und 2020 als Professor für Erziehungswissenschaft mit dem Schwerpunkt Weiterbildung/Erwachsenenbildung.

## Publikationen (Auswahl)
- Die lebensweltlichen Grundlagen der biographischen Methode – unter besonderer Berücksichtigung andragogischer Aspekte. Ein Werkstattbericht. Pädagogische Arbeitsstelle des DVV, Frankfurt/M. 1983.
- Report: Alternsforschung. Pädagogische Arbeitsstelle des DVV, Frankfurt/M. 1989.
- Report: Biographieforschung. Pädagogische Arbeitsstelle des DVV, Frankfurt/M. 1991.
- Gymnasiale Schullaufbahn und Identitätsentwicklung. Eine biographieanalytische Studie. Weinheim 1992.
- Biographische Lernstrategien. Eine Fallstudie über Pädagogen in der Privatwirtschaft. Baltmannsweiler 1996.
- Einführung in die Erwachsenenbildung/Weiterbildung. Mit Jochen Kade und Wolfgang Seitter. Stuttgart 1999.
- Von der Mission zur Profession? Stand und Perspektiven der Verberuflichung in der Erwachsenenbildung. Bielefeld 2000.
- Jongleure der Wissensgesellschaft. Das Berufsfeld der Erwachsenenpädagogik: Portraits und Fakten. Hrsg. mit Reinhard Völzke. Neuwied und Kriftel 2002.
- Die Bildung des Erwachsenen. Erziehungs-, sozialwissenschaftliche Zugänge. Festschrift für Jochen Kade. (Herausgabe des Bandes mit Wolfgang Seitter). Bielefeld 2003.
- Persönliche Erinnerung und kulturelles Gedächtnis. Einblicke in das lebensgeschichtliche Archiv der hessischen Erwachsenenbildung. (Mit Cornelia Maier). Opladen 2006.
- E-Learning in Hochschule und Weiterbildung. Einsatzchancen und Erfahrungen. Mit Roland Holten. Bertelsmann Verlag, Bielefeld 2009.
- Krankheit: Lernen im Ausnahmezustand? Brustkrebs und Herzinfarkt aus interdisziplinärer Perspektiv. Springer, Heidelberg 2013 (gemeinsam mit Astrid Seltrecht).
- Pädagogische Arbeit im System des lebenslangen Lernens. Ergebnisse komparativer Berufsgruppenforschung. Weinheim und Basel 2014 (gemeinsam mit Rudolf Tippelt und Julia Schütz).

## Ausgewählte Projekte
- Die Resonanz des lebenslangen Lernens in Organisationen des Erziehungs- und Bildungswesens. Eine empirische Untersuchung über die institutionelle Verankerung einer bildungspolitischen Formel und das ihr innewohnende berufspolitische Vergemeinschaftungspotential (finanziert von der Hans-Böckler-Stiftung)
- Lebenslanges Lernen im Kontext lebensbedrohlicher Erkrankungen. Die Anwendung der biographieanalytischen Perspektive auf Herzinfarkt- und Brustkrebspatienten (finanziert von der Deutschen Forschungsgemeinschaft)

Er ist Herausgeber und Mitglied von Redaktionen sowie Gutachter.
- Mitherausgeber der Reihe Erwachsenenbildung und lebensbegleitendes Lernen (Bertelsmann Verlag)
- Angehöriger der Redaktion der Hessischen Blätter für Volksbildung (Bertelsmann Verlag)
- Beiratsmitglied von Weiterbildung Hessen
- Vertrauensdozent der Hans-Böckler-Stiftung

## Privates
Dieter Nittel ist verheiratet und hat zwei Töchter.

## Belege
- Dieter Nittel Profil auf der Website der Universität Frankfurt